# واندا لاندوسکا

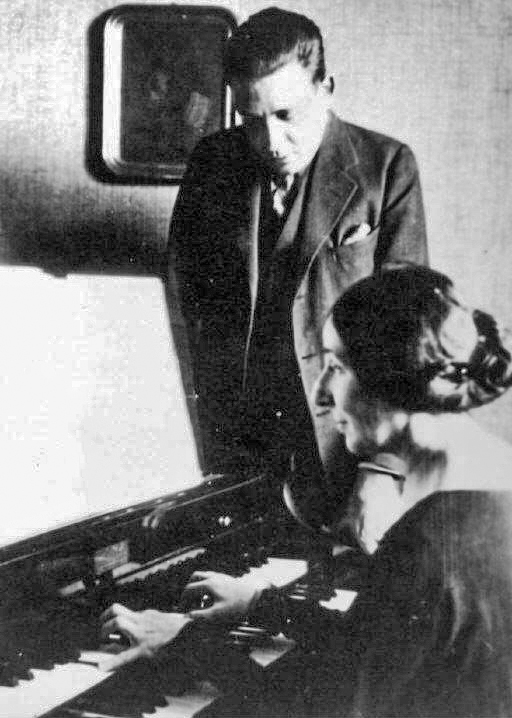
واندا لاندوسکا در حال نواختن در کنار فرانسیس پولنک

واندا لوئیس لاندُوسکا (به لهستانی: Wanda Louise Landowska) (۵ ژوئیه ۱۸۷۹ در ورشو، لهستان، امپراتوری روسیه – ۱۶ اوت ۱۹۵۹ در لیک‌ویل، کنتیکت، ایالات متحده آمریکا) نوازنده هارپسیکورد لهستانی بود که نقش مهمی در احیای محبوبیت این ساز در قرن بیستم ایفا کرد. لاندوسکا نخستین کسی بود که در اوایل دهه ۱۹۳۰ میلادی واریاسیون‌های گلدبرگ باخ را با ساز هارپسیکورد ضبط کرد.

## زندگی
لاندوسکا آهنگسازی را در ۱۸۹۶ در برلین آموخت. در ۱۹۰۰ به پاریس رفت و با هنری لو ازدواج کرد. او تحت تأثیر شوهرش که در فولکلور اعتباری داشت، به پژوهش در زمینه موسیقی کهن و سازهای کلیدی و تدریس موسیقی پرداخت. در سال ۱۹۰۳ نخستین اجرای خود با هارپسیکورد را به نمایش گذاشت. در ۱۹۰۹ و با کمک همسرش نتیجهٔ مطالعه‌های خود در موسیقی قرن‌های ۱۷ و ۱۸ را منتشر ساخت. او تا آغاز جنگ جهانی دوم به عنوان چهرهٔ مهمی در موسیقی هارپسیکورد قرن‌های ۱۷ و ۱۸ میلادی باقی‌ماند به خصوص موسیقی یوهان سباستیان باخ و فرانسوا کوپرن که چندین مقاله در ارتباط با آن‌ها نوشت. او در ۱۹۲۵ مدرسه‌ای برای مطالعهٔ موسیقی کهن در Saint-Leu-la-Forêt در نزدیکی پاریس تأسیس کرد. لاندوسکا در ۱۹۴۱ و با بالا گرفتن شعله‌های جنگ جهانی دوم به آمریکا مهاجرت و تا پایان عمر در آنجا زندگی کرد.

## نگارخانه

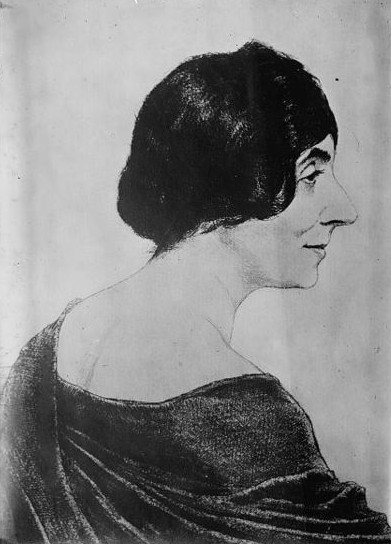
پرتره‌ای از واندا لاندوسکا
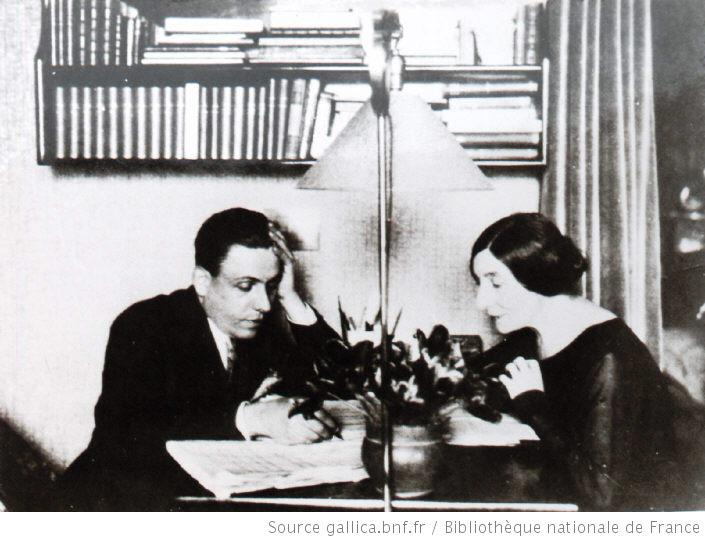
واندا لاندوسکا و فرانسیس پولنک
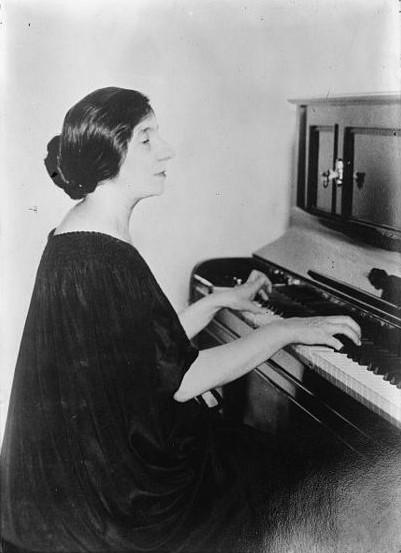
واندا لاندوسکا در حال نواختن